# Batrachemys dahli
Batrachemys dahli és una espècie de tortuga nocturna de la família Chelidae que habita els rierols, aiguamolls, pantans i llacunes de les conques dels riu Sinú i San Jorge i dels rierols que desemboquen en el golf de Morrosquillo, en els boscos secs tropicals i sabanes dels departaments colombians de Sucre i Córdoba.

## Morfologia
La seva closca és de color verd oliva, té 21,5 cm de longitud, el·líptic, més ample enrere que avanci amb la vora posterior lleument serrat. El cap és gran i àmplia amb un musell lleument projectat. El cap és gris, oliva o marró en la part superior, però sota la maixella, oïdes i als costats, és groga o crema. El clatell és gris i la gorja més clara. Les potes i la cua són grises a marrons per damunt però més clares per sota. Posseeix una glàndula mesquera en la claveguera, que produeix una olor desagradable quan és molestada.
Els mascles es distingeixen la cua més llarga i gruixuda i les femelles pel seu cap més ample i engruixada darrere dels ulls. La femella posa 1 a 6 ous el·líptics de 29 a 35 mm de llarg per 23 a 28 mm d'ample.

## Ecologia
Captura peixos, rèptils, amfibis, caragols, llimacs, crustacis i insectes aquàtics, i s'alimenta a més de carronya.
Suporta una intensa destrucció i transformació del seu hàbitat natural a causa de la urbanització i l'expansió de les hisendes. Està classificada com espècie amenaçades. Queden uns mil exemplars vius.
D'acord amb les investigacions genètiques aquesta espècie fa part del gènere Batrachemys (Stejneger, 1909), diferent de Phrynops. Per a altres expert, en canvi, aquesta espècie ha de ser deignada com Phrynops dahli.